# Jaime Diakara
Jaime Diakara, também conhecido por Jaime Moura Fernandes, é um professor, ilustrador e escritor brasileiro, de etnia desana. Entre vários prêmios, foi vencedor em 2013 da coleção PROARTE de Literatura, da Secretaria de Cultura do Estado do Amazonas.

## Biografia
Pertencente ao povo desana do Grupo Wari Diputiro Porã, Jaime Diakara graduou-se em Licenciatura em Pedagogia Intercultural Indígena pela Universidade do Estado do Amazonas (UEA), e é mestre em Antropologia social pela Universidade Federal do Amazonas (UFAM).
Em 2024, lançou seu livro Nũkũ Wiímũ Kihty - Um conto nunca contado, com apresentação de Daniel Munduruku.

## Obras

### Literatura infanto-juvenil
- Waímurã Ki'tiakã: historinhas dos animais (2014)
- Yahi Puíro Ki’ti – A origem da constelação da garça (2016)
- Wahtirã: a lagoa dos mortos (com Daniel Munduruku, 2017)

### Ensaio
- Gaapi: Uma viagem por este e outros mundos - Estudo indígena desana (2021)
- Nũkũ Wiímũ Kihty - Um conto nunca contado (2024)